# Scharnitz
Scharnitz è un comune austriaco di 1 377 abitanti nel distretto di Innsbruck-Land, in Tirolo; si trova a 16,40 km a nordest di Innsbruck e 9 km a nord di Seefeld in Tirol, al confine con la Baviera (Germania).Il borgo viene nominato in vari documenti dell'XI sec. e in particolar modo sui diritti di amministrare i fedeli da parte della vicina Diocesi di Frisinga attraverso accordi con i Welfen che possedevano queste terre.
Fu importante per le rotte commerciali all'interno del sistema imperiale il quale permise un arricchimento culturale e sociale con il stanziarsi di numerosi bavaresi nel corso dei secoli.
Ad oggi Scharnitz è una località turistica: la principale fonte di reddito è il turismo, sia in estate che in inverno..

## Infrastrutture e trasporti
Scharnitz è servita da una stazione ferroviaria della ferrovia di Mittenwald, che collega Innsbruck a Garmisch-Partenkirchen, in Germania. Il traffico passaggieri è caratterizzato dalla linea S6 del servizio S-Bahn del Tirolo.
Alcune linee automobilistiche extraurbane collegano Scharnitz alle località limitrofe.